# La Chapelle-d’Aurec
La Chapelle-d’Aurec – miejscowość i gmina we Francji, w regionie Owernia-Rodan-Alpy, w departamencie Górna Loara.
Według danych na rok 1990 gminę zamieszkiwało 406 osób, a gęstość zaludnienia wynosiła 34 osoby/km² (wśród 1310 gmin Owernii La Chapelle-d’Aurec plasuje się na 463. miejscu pod względem liczby ludności, natomiast pod względem powierzchni na miejscu 741.).